# Omobranchus elongatus
Omobranchus elongatus és una espècie de peix de la família dels blènnids i de l'ordre dels perciformes.

## Morfologia
- Els mascles poden assolir 5 cm de longitud total.[1][2]

## Reproducció
És ovípar.

## Hàbitat
És un peix de clima tropical i associat als esculls de corall.

## Distribució geogràfica
Es troba des de Tanzània i Moçambic fins a Nova Guinea i les Illes Ryukyu.